# Arrondissement de Liegnitz
L'arrondissement de Liegnitz est un arrondissement prussien de Silésie qui existe de 1742 à 1945. Son chef-lieu et siège du bureau de l'arrondissement est la ville de Liegnitz, qui forme son propre arrondissement urbain à partir de 1874. L'ancien arrondissement appartient désormais à la voïvodie polonaise de Basse-Silésie .

## Histoire
Après la conquête de la majeure partie de la Silésie par la Prusse en 1741, les structures administratives prussiennes sont introduites en Basse-Silésie par arrêté du cabinet royal du 25 novembre 1741. Cela comprend la création de deux chambres de guerre et de domaine à Breslau et Glogau ainsi que leur division en arrondissements et la nomination des administrateurs d'arrondissements le 1er janvier 1742.
Dans la principauté de Liegnitz, les arrondissements prussiens sont formés à partir des trois anciennes faubourgs silésiens existants de Goldberg-Haynau, Liegnitz et Lüben. Friedrich Alexander von Hock est nommé premier administrateur de l'arrondissement de Liegnitz,. L'arrondissement est subordonné à la Chambre de guerre et de domaine de Glogau, à partir de laquelle est formé le district de Liegnitz de la province de Silésie au cours des réformes Stein-Hardenberg en 1815.
Dans le cadre de la régularisation des frontières entre les districts de Liegnitz et Reichenbach, le village de Poselwitz est transféré de l'arrondissement de Striegau à l'arrondissement de Liegnitz en 1817 et en 1818, les villages de Panzkau et Simsdorf sont transférés de l'arrondissement de Liegnitz à l'arrondissement de Striegau. Lors de la réforme des arrondissements dans le district voisin de Breslau le 1er janvier 1818, l'arrondissement de Liegnitz céda les villages de Blumerode, Borne, Maltsch, Maserwitz, Raussen, Rachen et Wültschkau à l'arrondissement de Neumarkt.
Lors de la réforme de l'arrondissement du 1er janvier 1820 dans le district de Liegnitz, l'arrondissement de Liegnitz reçoit les villages de Bienowitz, Briese, Grünthal, Herrndorf, Hummel, Kuchelberg, Merschwitz, Mittel Langenwaldau, Nieder Langenwaldau, Ober Langenwaldau, Panthen, Pfaffendorf, Pohlschildn., Rüstern de l'arrondissement de Lüben, Schönborn, Sechshufen-Langenwaldau, Schwarzvorwerk, Thiergarten et Töpferberg ainsi que le village de Wildschütz de l'arrondissement de Goldberg-Haynau. L'arrondissement de Liegnitz, quant à lui, cède le village de Siegendorf à l'arrondissement de Goldberg-Haynau.

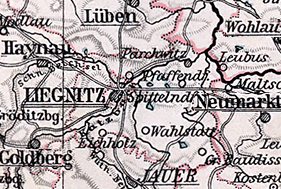
L'arrondissement de Liegnitz aux limites de 1820 à 1932

Le 8 novembre 1919, la province de Silésie est dissoute. La nouvelle province de Basse-Silésie est formée des districts de Breslau et de Liegnitz. Le 30 septembre 1929, une réforme territoriale a lieu dans le district de Liegnitz, conformément à l'évolution du reste de l'État libre de Prusse, dans laquelle tous les districts de domaine sont dissous et attribués aux communes voisines.
Le 1er octobre 1932, la majeure partie de l'arrondissement dissous de Jauer est temporairement incorporée à l'arrondissement de Liegnitz et la commune de Siegendorf est également transférée de l'arrondissement de Goldberg-Haynau à l'arrondissement de Liegnitz. En échange, les communes de Haasel, Hänchen, Laasnig et Prausnitz sont transférées de l'arrondissement de Liegnitz vers l'arrondissement de Goldberg. Le 1er octobre 1933, l'arrondissement de Jauer est restauré, de sorte que l'arrondissement de Liegnitz retrouve son ancienne taille, élargi seulement à la commune de Siegendorf.
Le 1er avril 1938, les provinces prussiennes de Basse-Silésie et de Haute-Silésie sont fusionnées pour former la nouvelle province de Silésie. Le 18 janvier 1941, la province de Silésie est à nouveau dissoute. La nouvelle province de Basse-Silésie est formée des districts de Breslau et de Liegnitz.
Au printemps 1945, le territoire de l'arrondissement est occupée par l'Armée rouge. À l'été 1945, le territoire de l'arrondissement est placée sous administration polonaise par la puissance occupante soviétique conformément à l'Accord de Potsdam (de). L'afflux de civils polonais commence alors dans l'arrondissement, dont certains viennent des zones situées à l'est de la ligne Curzon tombée aux mains de l'Union soviétique. Dans la période qui suit, la majeure partie de la population allemande est expulsée de l'arrondissement.

## Évolution de la démographie
| Année | Habitants | Source |
| ----- | --------- | ------ |
| 1795  | 34 099    | [ 14 ] |
| 1819  | 36 184    | [ 15 ] |
| 1846  | 60 459    | [ 16 ] |
| 1871  | 73 201    | [ 17 ] |
|       |           |        |
| 1885  | 44 945    | [ 18 ] |
| 1900  | 42 292    | [ 19 ] |
| 1910  | 41 730    | [ 19 ] |
| 1925  | 41 244    | [ 20 ] |
| 1939  | 41 226    | [ 20 ] |

## Administrateurs de l'arrondissement
- 1742–174500Friedrich Alexander von Hock (de)
- 1745–175600Johann Wenzel von Trach (de)[4]
- 1757–175800Sylvius Rudolph Helmrich von Elgott (de)[4]
- 1758–178000Hans Sigismund von Rothkirch und Panthen (de)[4]
- 1781–179400Maximilian Friedrich von Gaffron und Oberstradam (de)[4]
- 1795–181700Christoph Ferdinand Rudolf von Kittlitz und Ottendorf (de)[4]
- 1817–182200Ludwig von Schwerin
- 1822–185000Ernst Sigismund von Berge und Herrendorff (de)
- 1850–186200Otto von Bernuth
- 1863–188800Karl Hoffmann-Scholtz (de)
- 1888–189900Karl Schlilling (de)
- 1900–191700Arthur von Salmuth (de)
- 1917–192000Willy von Rother (de)
- 1920–193200Karl Ott
- 19320000000Erich Krause
- 1932–193400August Loos (de)
- 19340000000Karl Willinger
- 1934–193900Walther Kühn (de)
- 19400000000Fritz Herber
- 19400000000Bernotat
- 1941–194500William Bernhard von Guenther (de)

## Constitution communale
Depuis le XIXe siècle, l'arrondissement de Liegnitz est divisé en villes, en communes rurales et en districts de domaine. Avec l'introduction de la loi constitutionnelle prussienne sur les communes du 15 décembre 1933 ainsi que le code communal allemand du 30 janvier 1935, le principe du leader est appliqué au niveau municipal. Une nouvelle constitution d'arrondissement n'est plus créée; Les règlements de l'arrondissement pour les provinces de Prusse-Orientale et Occidentale, de Brandebourg, de Poméranie, de Silésie et de Saxe du 19 mars 1881 restent applicables.

## Communes
L'arrondissement de Liegnitz comprend en dernier lieu une ville et 86 communes,, :
| - Alt Beckern - Alt Läst - Arnsdorf - Ausche - Barschdorf - Berndorf - Bienau - Blüchersfelde - Dahme - Dohnau - Dürschwitz - Eichholz - Fellendorf - Gassendorf - Grändorf - Greibnig - Groß Baudiß - Groß Beckern - Groß Läswitz - Groß Tinz - Groß Wandriß - Heidau | - Heinersdorf - Herrndorf - Hochkirch - Jahnsfeld - Jakobsdorf b. Liegnitz - Jenkau - Jeschkendorf - Kampern - Kaudewitz - Klein Baudiß - Klein Tinz - Klein Wandriß - Klemmerwitz - Kniegnitz - Koischwitz - Koitz - Krayn - Kroitsch - Kuchelberg - Kummernick - Kunitz - Kunzendorf | - Langenwaldau - Leschwitz - Liebenau - Merschwitz - Mertschütz - Mönchhof - Möttig - Neudorf - Nikolstadt - Oyas - Pahlowitz - Pansdorf - Panten - Parchwitz, ville - Petersdorf - Pfaffendorf - Pohlschildern - Pohlwitz - Poselwitz - Prinkendorf - Prinsnig - Rogau | - Rosenau - Rosenig - Rothkirch - Royn - Rüstern - Schlottnig - Schmochwitz - Schönborn - Schützendorf - Schwarzrode - Seifersdorf - Spittelndorf - Tentschel - Thiergarten - Wahlstatt - Waldau - Wangten - Weinberg - Weißenhof - Wildschütz - Zobel |

En 1938, les communes suivantes perdent leur indépendance :
| - Bischdorf, le 1er avril 1938 à Rosenau - Boberau, le 1er avril 1938 à Pansdorf - Fischerende, le 1er avril 1937 à Heinersdorf - Hummel, à Rüstern le 1er octobre 1937 - Hünern, le 30 septembre 1928 à Oyas - Johnsdorf, le 1er avril 1938 à Pahlowitz - Kaltenhaus, le 17 octobre 1928 à Greibnig - Klein Schildern, le 1er avril 1937 à Heinersdorf - Koischke, le 1er janvier 1934 à Eichholz - Koiskau, le 1er avril 1938 à Zobel - Kossendau, le 13 mars 1911 à Kossenau municipal - Liegnitz Vorwerke, le 1er avril 1937 à Liegnitz - Lindenbusch, le 1er octobre 1936 à Waldau - Mankelwitz, le 1er avril 1938 à Rosenau - Mittel Rüstern, à Rüstern le 1er avril 1937 - Nieder Heidau, le 1er avril 1937 à Heidau - Nieder Langenwaldau, le 1er avril 1938 à Langenwaldau | - Nieder Rüstern, le 1er avril 1937 à Rüstern - Ober Heidau, le 1er avril 1937 à Heidau - Ober Langenwaldau, le 1er avril 1938 à Langenwaldau - Ober Rüstern, le 1er avril 1937 à Rüstern - Raischmannsdorf, le 17 octobre 1928 à Wahlstatt - Romnitz, le 1er avril 1938 à Mönchhof - Scheibsdorf, 1er avril 1938 à Schlottnig - Schimmelwitz, le 1er avril 1937 à Schmochwitz - Sechshufen Langenwaldau, le 1er avril 1937 à Nieder Langenwaldau - Seedorf, le 1er avril 1938 à Seedorf - Siegendorf, le 1er octobre 1937 à Arnsdorf - Städtisch Kossendau, le 1er avril 1938 à Klein Tinz - Strachwitz, le 17 octobre 1928 à Wahlstatt - Tscharnikau, le 30 septembre 1928 à Tscharnikau-Tschierschkau - Tschierschkau, le 30 septembre 1928 à Tscharnikau-Tschierschkau - Überschau, 1er avril 1938 Koitz - Weißenleipe, 1er avril 1938 Groß Baudiß |

## Changements de noms de lieux
En 1937, plusieurs communes sont renommées :
- Bienowitz → Bienau
- Gränowitz → Grändorf
- Groß Jänowitz → Blüchersfelde
- Klein Jänowitz → Jahnsfeld
- Tscharnikau-Tschierschkau → Schwarzrode

## Personnalités liées à l'arrondissement
- Wilhelm Faupel (1873-1945), militaire né à Lindenbusch